# Carola Schouten
Cornelia Johanna Schouten, detta Carola ('s-Hertogenbosch, 6 ottobre 1977), è una politica olandese, terzo vice primo ministro olandese e ministro dell'agricoltura, della natura e della qualità alimentare nel terzo governo Rutte dal 26 ottobre 2017 al 10 Gennaio 2022, poi Ministro degli Affari sociali e occupazione
Con la delega alle Politiche sulla povertà, sulla partecipazione e sulle pensioni  dal 10 Gennaio 2022 nel quarto governo  Rutte. È membro del partito Unione Cristiana (CU).